# 30.ª Avenida Suroeste
La 30.ª Avenida Suroeste (Trigésima Avenida Suroeste) es una vía urbana de dirección norte-sur ubicada en el cuadrante suroeste de la ciudad de Managua, Nicaragua. Esta avenida está compuesta por tres tramos principales que sirven como vías residenciales y de conexión secundaria.

## Trazado
El primer tramo inicia en la intersección con la Calle Central (Managua), en el barrio Monseñor Lezcano Oeste, cruzando la Pista Las Brisas y la Calle 4 de Noviembre, y avanza hacia el sur atravesando el Reparto España por la 10.ª Calle Suroeste, hasta culminar en la 15.ª Calle Suroeste.
El segundo tramo comienza en la NIC-2 al este del colegio Hermann Gmeiner, formando una vía secundaria de uso local.
El tercer tramo aparece en la Pista Juan Pablo II, en el barrio Tierra Prometida, y se extiende hacia el sur hasta la 33.ª Calle Suroeste.

## Intersecciones principales
- Calle Central (Managua) – Tramo inicial en Monseñor Lezcano
- Pista Las Brisas – Cruce importante de entrada/salida norte
- Calle 4 de Noviembre – Vía residencial secundaria
- 10.ª Calle Suroeste – Acceso al Reparto España
- 15.ª Calle Suroeste – Límite sur del primer tramo
- NIC-2 – Tramo intermedio próximo a zona escolar
- Pista Juan Pablo II – Punto de inicio del tramo final

## Barrios que atraviesa
- Monseñor Lezcano Oeste
- Reparto España
- Batahola Sur
- Tierra Prometida (Managua)

## Coordenadas
12°9′42.0″N 86°17′45.0″O / 12.161667, -86.295833